# Kacper Rykalski
Kacper Rykalski herbu Doliwa – pisarz ziemski czerski od 1641 roku, podstarości i poborca czerski w 1629 roku.
Poseł na sejm nadzwyczajny 1635 roku, sejm 1638 roku.
Podpisał elekcję 1632 roku z ziemią czerską.